# Бани Петрова
Бани Петрова существовали по адресу Вознесенский проспект, 25. Были открыты 18 декабря 1880 года на углу Вознесенского проспекта и Екатерининского канала. Имя было дано в честь владельца и купца 1-й гильдии Степана Петрова. Здание было построено за короткое время на месте извозчичьего двора. В 1907 году банями владела уже родственница Ольга Львовна Петрова, которая содержала в том же доме меблированные комнаты, и бани назывались «Восточными». С 1913 по 1917 банями владел архитектор-художник Иван Степанович Петров. В 1924 году бани продолжали работать и были названы «Восточными коммунальными банями», позже они обозначались, как «Бани № 44 Октябрьского района». В 1970-е годы объявлялось о реконструкции помещений бань под общежитие
Бани в конце XIX века впечатляли своим высоким качеством отделки и дешевизной за вход. В банях были установлены души с подачей воды, что было технологическим новшеством для того времени и не использовалось в других городских банях. Также в помещении были установлены «восточные бани», в своей роскоши напоминавшие константинопольские термы.